# NGC 3947
NGC 3947 é uma galáxia espiral barrada (SBb) localizada na direcção da constelação de Leo. Possui uma declinação de +20° 45' 06" e uma ascensão recta de 11 horas, 53 minutos e 20,3 segundos.
A galáxia NGC 3947 foi descoberta em 26 de Abril de 1785 por William Herschel.